# Alseuosmia
Alseuosmia – rodzaj roślin z rodziny Alseuosmiaceae. Obejmuje pięć gatunków. Wszystkie one są endemitami Nowej Zelandii. Występują w podszycie górskich, zimozielonych lasów. Rośliny te uprawiane są jako ozdobne.

## Morfologia
PokrójKrzewinki i krzewy.
LiścieSkrętoległe, pojedyncze, piłkowane, choć czasem bardzo nieznacznie.
KwiatyWyrastają pojedynczo lub zebrane w pęczki w kątach liści. Kwiaty są promieniste i obupłciowe. Zwykle 4- i 5-krotne, rzadko 6-krotne. Kielich z krótkimi działkami. Korona zrosłopłatkowa, lejkowata. Brzegi płatków są frędzlowate. Pręciki osadzone są w rurce korony u jej szczytu. Zalążnia jest dolna i dzieli się na dwie komory. Każda z nich zawiera od dwóch do wielu zalążków. Słupek jest pojedynczy, na szczycie główkowaty lub rozwidlony na dwie łatki.
OwoceJagody.

## Systematyka
Pozycja systematyczna
Jeden z 5 rodzajów z rodziny Alseuosmiaceae.
Wykaz gatunków
- Alseuosmia banksii A.Cunn.
- Alseuosmia macrophylla A.Cunn.
- Alseuosmia pusilla Colenso
- Alseuosmia quercifolia A.Cunn.
- Alseuosmia turneri R.O.Gardner